# Cratere Cabeo
Cabeo, o Cabeus secondo la denominazione ufficiale, è un grande cratere lunare di 100,58 km situato nella parte sud-occidentale della faccia visibile della Luna, in prossimità del Polo Sud della Luna ad ovest del cratere Malapert e a sud-sud-ovest del cratere Newton.
Per la sua posizione il cratere è visto quasi di profilo dalla Terra ed è quasi sempre in ombra poiché il Sole risulta molto basso sull'orizzonte. 
Il cratere è dedicato al filosofo gesuita Niccolò Cabeo.

## Crateri correlati
Alcuni crateri minori situati in prossimità di Cabeus sono convenzionalmente identificati, sulle mappe lunari, attraverso una lettera associata al nome.
| Cabeus | Coordinate            | Diametro (in km) |
| ------ | --------------------- | ---------------- |
| A      | 82°04′48″S 40°14′24″W | 40,88            |
| B      | 82°15′36″S 54°34′48″W | 59,62            |

## LCROSS

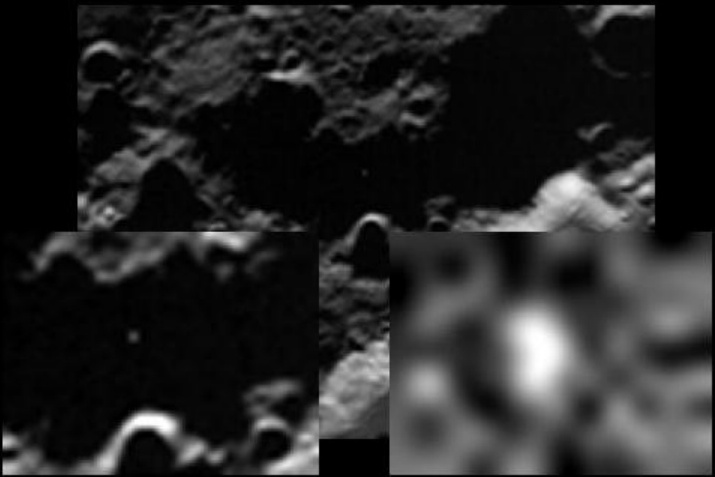
L'emissione luminosa associata all'impatto del razzo Centaur nel cratere Cabeo.

L'11 settembre 2009 la NASA ha annunciato che Cabeo A sarebbe stato il bersaglio della sonda Lunar Crater Observation and Sensing Satellite che ha lo scopo di rilevare la presenza di depositi di ghiaccio d'acqua nelle regioni permanentemente in ombra in prossimità del polo sud lunare.
Lo stadio superiore del razzo che ha portato in orbita la LCROSS il 18 giugno 2009, avrebbe dovuto impattare nel cratere il 9 ottobre intorno alle 11:30 UTC (13:30 in Italia), seguito subito dopo dalla LCROSS stessa. Successivamente, in data 29 settembre, il punto previsto di impatto è stato riconsiderato in favore del cratere principale, Cabeo.
L'impatto è avvenuto come previsto ed il successivo 13 novembre, la NASA ha annunciato che, in seguito ad un'analisi preliminare dei dati, è confermata la presenza di acqua sulla Luna.